# 20mm口径弾

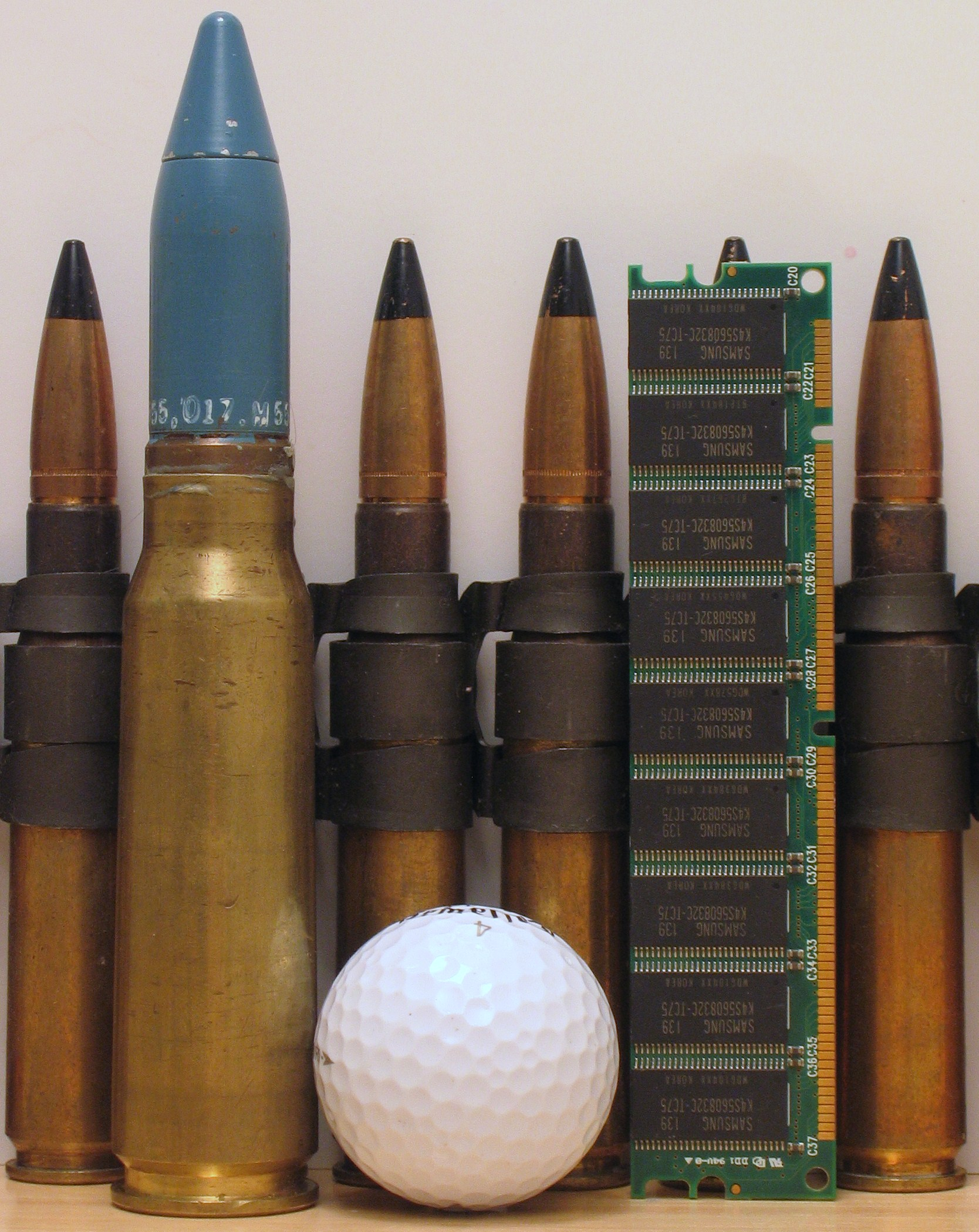
20×102mm弾。大きさの対比のため、12.7x99mm NATO弾やゴルフボール、RAMモジュールが置かれている。

20mm口径弾（20ミリこうけいだん）は、20mm口径の砲弾。

## 概要
20mm口径の自動火器は、歩兵が携行することが難しいことから、機関砲として分類される。また、第二次世界大戦までは、単発あるいは半自動の20mm口径火器が対戦車ライフルとして使用されていたが、第二次世界大戦中の戦車の性能向上から対戦車兵器としての価値は喪われており、現在では少数機種が対物ライフルとして運用されているのみである。
20mm口径は、航空機関砲としてもっともポピュラーな口径のひとつであり、有名なバルカン砲も20mm口径である。ただし、ヨーロッパやロシアにおいては、対地射撃時の威力を重視して、より大口径の機関砲が好まれる傾向がある。また、地上部隊または艦艇の低空防空火器としても多用されているが、航空機の高速化によって長射程が要求されるようになったことから、こちらについても大口径化される傾向がある。ただし、20mm機関砲は、榴弾を使用できる機関砲のなかではもっとも軽量であることから、艦艇においては対テロ・対舟艇用として簡易マウントと組み合わせて複数を搭載する例が増えているほか、陸軍においても、軽車両で運用できる地対地の直射火力として使用される例がある。

## 規格の一覧

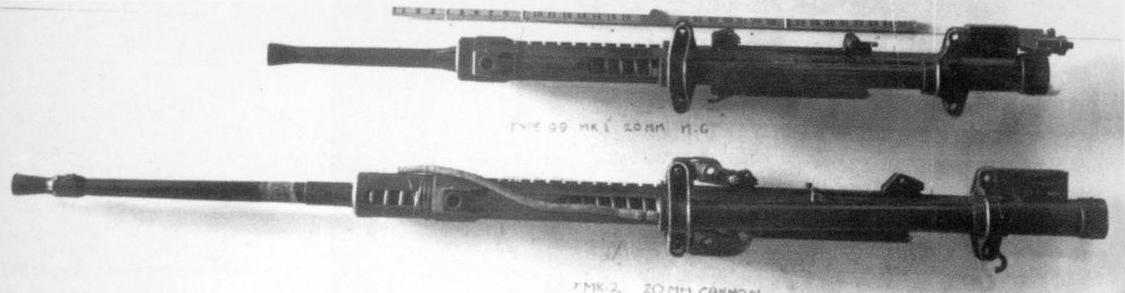
上が20×72mmRB弾使用の九九式二十粍一号機銃、下が20×101mmRB弾使用の九九式二十粍二号機銃。

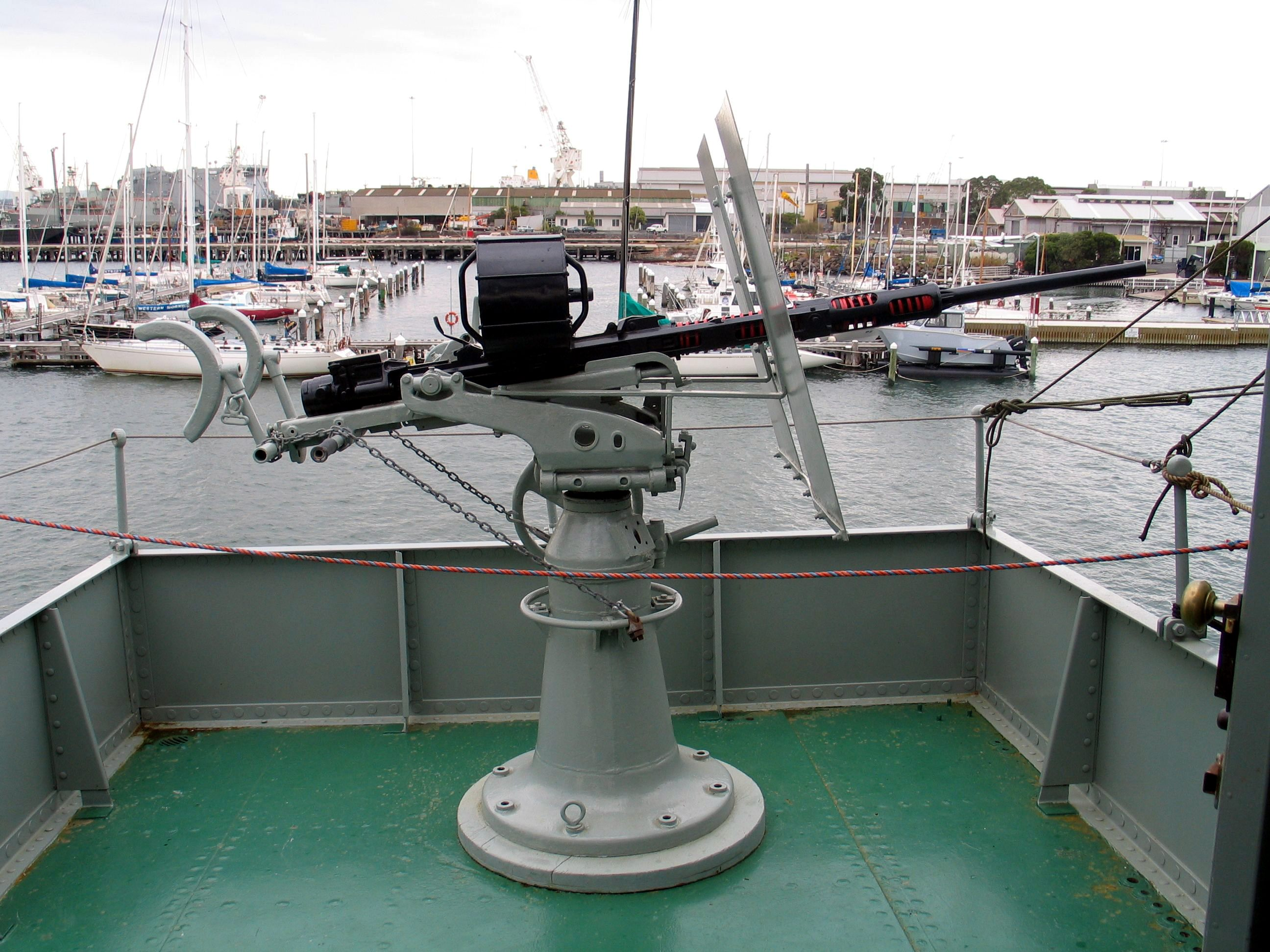
エリコン SS機関砲の艦載用単装マウント。20×110mmRB弾を使用する代表的機関砲である。

20×70mmRB
第一次世界大戦においてドイツが航空機関砲として採用したベッカー 20mm 機関砲で使用された弾薬で、APIブローバック方式機関砲用弾薬の嚆矢となった。戦後はパテントや設計業務がスイスのSEMAG社に移され、SEMAG社が倒産した後は同じくスイスのエリコン社が引き継いだ。
- ベッカー 20mm 機関砲
- エリコン F

20×72mmRB

スイスのエリコン社が、エリコン FF用として1935年に開発した規格であり、エリコン FFのほか、大日本帝国海軍がこれをライセンス生産した九九式二十粍一号機銃でも使用されている。
- エリコン FF
- 九九式二十粍一号機銃
- エリコン SSG-32 対戦車ライフル

20×80mmRB
第二次世界大戦においてドイツのイカリア社がエリコン FFの改良型として開発したMG FF 機関砲用の弾薬。後により強力な薄殻弾頭を用いた弾薬を使用できるようMG FF/M 機関砲が開発された。
- MG FF 機関砲
- MG FF/M 機関砲

20×82mm
第二次世界大戦においてドイツのモーゼル社が開発した航空機関砲用の弾薬であり、MG 151/20 機関砲などで採用された。大戦後もフランスのマニューリン社が生産を継続しており、南アフリカのダネル NTW-20 対物ライフルでも採用されている。
- MG 151/20 機関砲
- ベクター GA-1 - MG151/20の南アフリカ製改良型。
- ダネル NTW-20 対物ライフル

20×94mm
大日本帝国陸軍が12.7×81mmSR弾を使用する「ホ一〇三」の口径拡大版として開発した航空機関砲である「ホ五」用の弾薬。
- 二式軽量二十粍固定機関砲（「ホ五」）

20×98mm
大日本帝国海軍が九九式二十粍二号機銃よりも初速が速く、発射速度が高い航空機関砲を作る目的で砲と共に本弾薬を研究していたが、九九式二十粍二号固定機銃五型の登場により開発は中止された。
- 十八試二十粍固定機銃

20×99mmRB
スイスのSEMAG社が、SEMAG L用として1920年代に開発した規格で、SEMAG社が倒産した後はエリコン社が引き継いだ。
- SEMAG L
- エリコン L
- 九四式旋回機関砲

20×99mmR
1930年代後半に、ソ連赤軍向けに開発された規格である。ShVAKにおいて採用されたのち、後継のベレージン B-20でも踏襲されたが、より強力な23×115mm弾を使用するNR-23などによって代替された。
- ShVAK
- ベレージン B-20

20×101mmRB
スイスのエリコン社が、エリコン FFL用として1935年に開発した規格であり、エリコン FFLのほか、大日本帝国海軍がこれをライセンス生産した九九式二十粍二号機銃でも使用されている。
- エリコン FFL
- 九九式二十粍二号機銃

20×102mm
第二次世界大戦直後に、アメリカ空軍向けに開発された規格である。ポンティアック M39 リヴォルヴァーカノンで採用されたのち、M61 バルカンでも踏襲された。
- ポンティアック M39
- M61 バルカン
  - M197（3銃身・軽量化型）

20×105mmB
- ゾロターン S-18/100

20×110mmRB

スイスのエリコン社が、エリコン S用として1920年代に開発した規格であり、エリコン FFシリーズでもっとも大型のFFSで採用されたほか、イスパノ・スイザ社がFFSを改良してモーターカノンとしたイスパノ・スイザ HS.7およびHS.9でも採用された。ただし、エリコン社は、新世代のエリコン KAシリーズにおいては、新開発の20×128mmに移行している。
- エリコン S
- エリコン FFS
  - イスパノ・スイザ HS.7, HS.9
  - エリコン SS
    - ポールステン 20mm 機関砲

- エリコン SSG-36 対戦車ライフル

20×110mm
イスパノ・スイザ HS.7およびHS.9を改良したイスパノ・スイザ HS.404で採用され、世界中で幅広く使用された。
- イスパノ・スイザ HS.404
- ザスタバM55
- イスパノ Mk.II, Mk.V
- RT-20 対物ライフル

20×110mm USN
Mk.11およびMk.12 20mm 機関砲（イスパノ・スイザ HS.404の改良型）の弾薬として、20mm Mk.100シリーズの名称をもってアメリカ海軍で採用された。この弾薬は20×102mmの薬莢を延長したものであり、イスパノ・スイザ HS.404系の20×110mm弾とは寸法が異なるため互換性はない。
アメリカ空軍が20×102mm弾を使用するM39リボルバーカノンに転換したのちも、アメリカ海軍では、M61バルカンの採用までは、この弾薬を使用するMk.12 20mm 機関砲を使用し続けていた。
- Mk.11, Mk.12 20mm 機関砲

20×120mm
- マドセン 20mm 機関砲

20×125mm
大日本帝国陸軍が対戦車ライフルとして開発した九七式自動砲で使用した弾薬。本弾薬は九七式自動砲の発展型である「ホ一」、「ホ三」を始め、各種航空機関砲でも使用された。
- 九七式自動砲
- 試製二十粍旋回機関砲（「ホ一」）
- 試製二十粍固定機関砲二型（「ホ三」）

20×128mm
1943年に開発された規格であり、戦後世代のエリコン社製品で用いられた。ただし、のちにイスパノ・スイザ社の銃砲部門を吸収するのに伴って、同社が開発していた、より強力な20×139mmによってとってかわられた。
- エリコン KAA
- エリコン KAB
- メロカ CIWS

20×135mm
- マウザー MG 213C

20×138mmB
スイスのゾロトゥルン社において開発された弾薬である。スイスでは対戦車ライフルで採用されたほか、ドイツでは陸軍の機関砲にも採用された。
 スイス
- ゾロターン S-18/1000, S-18/1100 対戦車ライフル

 ドイツ
- 2 cm Flak 30, FlaK 38 高射機関砲
- 2 cm KwK 30, KwK 38 車載機関砲
- MG C/30L 航空機搭載機関砲

 イタリア
- ブレダ M35 20mm 機関砲
- スコッティ 20mm 機関砲

 フィンランド
- ラハティ L-39 対戦車銃
- VKT L-40 20mm 高射機関砲

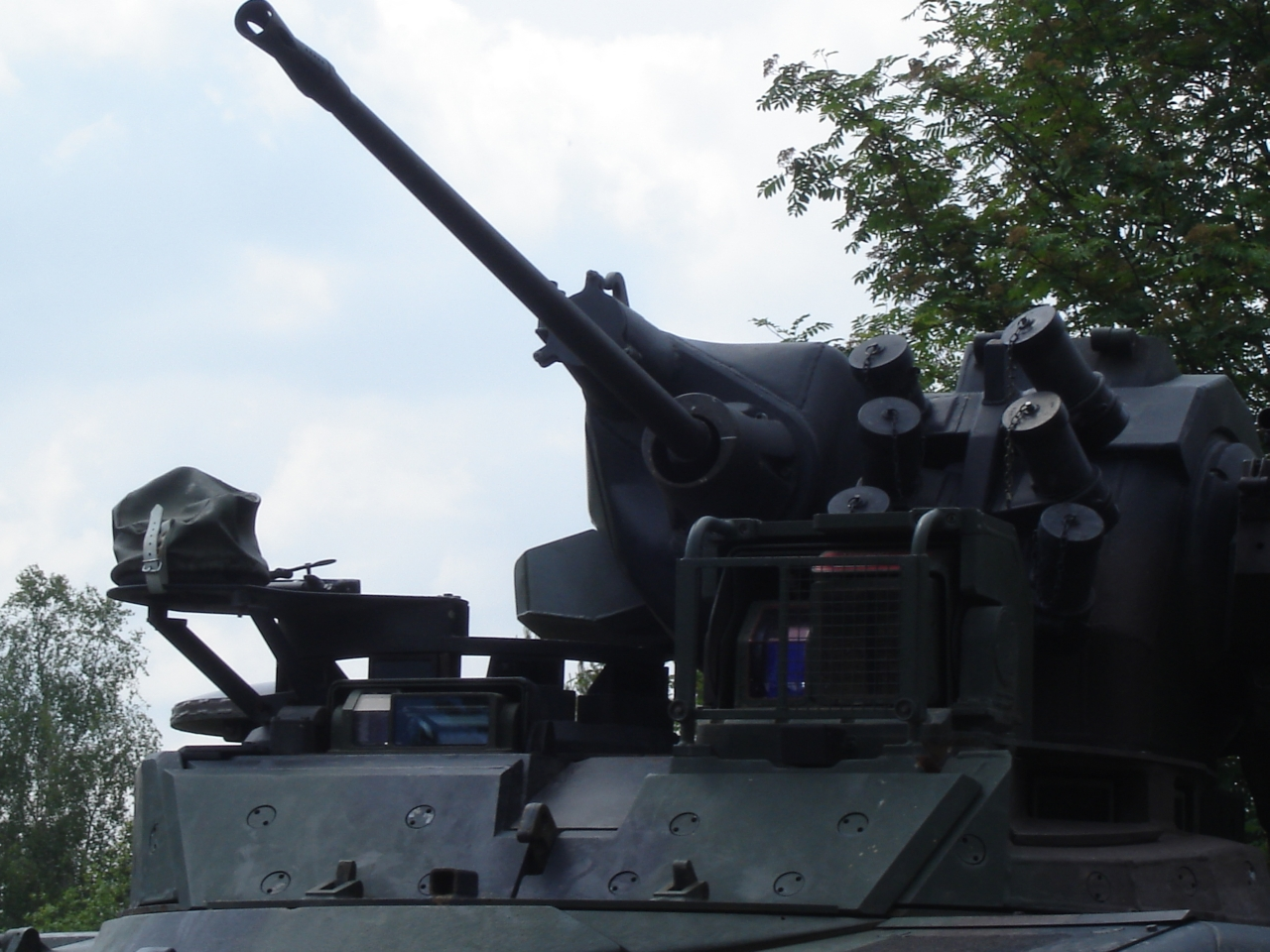
マルダー歩兵戦闘車搭載のラインメタル Rh202機関砲

 ポーランド
- FK wz.38 重機関銃

20×139mm

戦後、イスパノ・スイザ社によって開発された新しい規格である。のちに同社の銃砲部門がエリコン社の傘下に入るのに伴って、同社の規格となった。両社のほか、ラインメタル社やGIAT社もこの弾薬を使用する機関砲を開発しており、欧州においてはデファクトスタンダードとなっている。
- イスパノ・スイザ HS.820（のちにエリコン KADに改名）
- ラインメタル Rh202
- F2 20mm 機関砲

20×142mm
大日本帝国陸軍が九八式高射機関砲用として開発し、各種高射機関砲用として使用した標準的な弾薬。
- 九八式高射機関砲

20×145mmR
- ボフォース m/40 20mm 機関砲

20×158mm
大日本帝国陸軍がフランスのオチキス社製機関砲を参考に試作した試製九四式野戦二十粍機関砲用の弾薬。後に九八式高射機関砲とその弾薬（20×142mm）に発展した。
- 試製九四式野戦二十粍機関砲

20×180mmR
スウェーデンのカール・グスタフ社によって開発された弾薬。本弾薬は発射時に莢底部が破砕することによって後方に発射ガスの一部を噴出し、反動を軽減するという機構をもっているため、m/42 対戦車ライフルは一種の無反動砲と見做すことができる。
- カール・グスタフ m/42 対戦車ライフル